# Llandogo
Llandogo är en by i Monmouthshire i Wales. Byn är belägen 43,9 km 
från Cardiff. Orten har 509 invånare (2016).